# Mohammad Ali Amir-Moezzi
Mohammad Ali Amir-Moezzi (in persiano: محمدعلی امیرمعزی; Teheran, 26 gennaio 1956) è un islamista iraniano oggi cittadino francese.
Diplomato all'Institut national des langues et civilisations orientales (INALCO) e laureato in "Islamistica" all'École pratique des hautes études et de l'université Paris III occupa all'École pratique des Hautes Études, la cattedra di "Islamistica classica", un tempo retta da Louis Massignon, Henry Corbin e Daniel Gimaret. La sua linea di ricerca intitolata «Exégèse et théologie de l’islam shi’ite» è la sola consacrata allo sciismo nel mondo accademico occidentale.
È uno degli accademici maggiormente accreditati sul pensiero sciita duodecimano, relativamente alla questione della formazione del Corano.

## Le posizioni del primo sciismo

### Imamato
Uno dei fondamentali argomenti trattati da Amir-Moezzi è che la fede soprannaturale e soprarazionale circa i Dodici Imam rappresenta il nucleo dello sciismo imamita. Questo lo pone in contrasto con l'interpretazione prevalente che esso costituisca la tradizione razionale, sostenuta da figure quali al-Shaykh al-Mufīd. Tale argomento fu inizialmente esplicitato nel saggio Le guide divin dans le Shiisme original. Aux sources de l’ésotérisme en Islam (éd. Verdier, coll. «Islam Spirituel», Parigi, 1992), e continuò a essere sviluppato e ampliato nei suoi lavori successivi. Questo punto di vista è in generale contrasto con le tesi del giurista sciita Hossein Modarressi. Amir-Moezzi descrive così le sue tesi sul primo sciismo: 
Senza l'Imam, l'universo collasserebbe, poiché è la Prova, la Manifestazione e l'Organo di Dio, ed è il mezzo con cui gli esseri umani possono raggiungere, se non la conoscenza di Dio, almeno ciò che è conoscibile in Dio. Senza l'uomo perfetto, senza una guida sacra, non c'è accesso al divino e il mondo potrebbe essere solo inghiottito dall'oscurità. L'Imam è la Soglia attraverso la quale Dio e le creature comunicano. È quindi una necessità cosmica, la chiave e il centro dell'economia universale del sacro: "La terra non può essere priva di un imam, senza di lui non potrebbe durare un'ora".

### ʿAqlcome iero-intelligenza e non razionalità
Per offrire una nuova lettura delle prime posizioni sciite, Amir-Moezzi comincia a ricostruire il concetto di razionalità. La lettura standard considera il pensiero imamita come una teologia razionale simile alla Muʿtazila. Amir-Moezzi sostiene che questa ipotesi distorce la comprensione delle prime narrazioni degli sciiti, in particolare gli scritti sull'ʿaql, che viene spesso tradotto come ragione. Le narrazioni affermano che l'ʿaql è il mezzo attraverso il quale la dottrina degli Imām è compresa. Tuttavia, l'ʿaql è stato più tardi equiparato alla razionalità a causa dell'influenza della filosofia greca, ma nelle prime fonti ʿaql era piuttosto ciò che si potrebbe definire "iero-intelligenza". Questa "iero-intelligenza" ha quattro dimensioni: cosmogonica, etico-epistemologica, spirituale e soteriologica. La dimensione cosmogonica è quella per cui l'ʿaql procede "dalla Luce di Dio" e fu la prima creazione di Dio; è caratterizzata dal suo assoggettamento e dalla sua volontà di essere vicino a Dio." La dimensione epistemologica è quella per cui l'ʿaql "non è solo una qualità acquisita, ma un dono di Dio." La dimensione spirituale è quella per cui l'ʿaql è "la prova interiore", mentre gli Imam sono la "prova esteriore". La dimensione soteriologica significa che "l'assenza dell'ʿaql, l'organo della religione, non può che comportare falsa religiosità, apparenza di pietà, ipocrisia".

## Pubblicazioni
La maggior parte delle opere a stampa di Amir-Moezzi è comparsa in lingua francese, ma alcune sono state tradotte in lingua inglese e in italiano.

### Francese
- Le Guide divin dans le shi’isme originel. Aux sources de l’ésotérisme en Islam, collana Islam Spirituel, Parigi, éd. Verdier, 1992.
- Qu’est-ce que le shî’isme? (con Christian Jambet), Paris, éd. Fayard, coll. «Histoire de la pensée», Paris, 2004
- La Religion discrète: croyances et pratiques spirituelles dans l'islam shi’ite, Paris, éd. Vrin, coll. «Textes et Traditions», Paris, 2006
- Petite histoire de l’islam (con Pierre Lory) Paris, éd. Flammarion, coll. «Librio», Paris, 2007
- Le Coran silencieux et le Coran parlant. Sources scripturaires de l'islam entre histoire et ferveur, CNRS Éditions, Paris, 2011
- La Preuve de Dieu. La mystique shi’ite à travers l’œuvre de Kulayni, IXe – Xe siècle, éd. du Cerf, coll. «Islam, nouvelle approche», 348 pp., Paris, 2018

### Inglese
- The Divine Guide in Early Shi‘ism (New York, State University of New York Press, 1994).
- Aḥmad ibn Muḥammad Sayyārī, Revelation and Falsification: The Kitāb Al-Qirāʿāt of Aḥmad b. Muḥammad Al-Sayyārī, ed. Mohammad Ali Amir-Moezzi and Etan Kohlberg (Leida-Boston, Brill, 2009).

### Italiano
- (a cura di I. Zilio-Grandi), Dizionario del Corano, Milano, Mondadori, 2007.
- Il Corano; trad. di I. Zilio-Grandi (a cura di A. Ventura; M. Yahia, I. Zilio-Grandi e M. A. Amir-Moezzi), Milano, A. Mondadori, 2010.
- Il Corano silente, il Corano parlante - Le fonti scritturali dell'Islam fra storia e fervore (trad. di C. Baffioni), Roma, Istituto per l'Oriente Carlo Alfonso Nallino, 2018.
- ʿAli segreto. Rappresentazioni del primo Maestro nella spiritualità shi'ita (trad. di C. Baffioni), Roma, Istituto per l'Oriente Carlo Alfonso Nallino, 2022.